# Spheropistha
Spheropistha là một chi nhện trong họ Theridiidae.

## Các loài
Tính đến  tháng 6 năm 2020, chi này chứa bảy loài, được tìm thấy ở Đài Loan, Nhật Bản và Trung Quốc:
- Spheropistha huangsangensis (Yin, Peng & Bao, 2004) – Trung Quốc
- Spheropistha melanosoma Yaginuma, 1957 (Loài điển hình) – Nhật Bản, Hàn Quốc?
- Spheropistha miyashitai (Tanikawa, 1998) – Nhật Bản
- Spheropistha nigroris (Yoshida, Tso & Severinghaus, 2000) – Đài Loan
- Spheropistha orbita (Zhu, 1998) – Trung Quốc
- Spheropistha rhomboides (Yin, Peng & Bao, 2004) – Trung Quốc
- Spheropistha xinhua Barrion, Barrion-Dupo & Heong, 2013 – Trung Quốc